# Akava'ine
Akava'ine es un término del idioma rarotongano que, desde la década de 2000, se utiliza para referirse a las personas transgénero de ascendencia maorí de Islas Cook.
A pesar de ser una costumbre antigua, forma parte de una identidad contemporánea influenciada por otros pueblos polinésicos a través de la interacción intercultural con los polinesios que viven en Nueva Zelanda, especialmente con los fa'afafine samoanos, personas de tercer género que ocupan un lugar especial en la sociedad samoana.

## Etimología
De acuerdo al diccionario del Maorí de Islas Cook (1995), 'akava'ine se conforma del prefijo aka (ser o comportarse como) y va'ine (mujer), lo que significa «comportarse como una mujer»; antónimo de 'akatāne, que significa «comportarse como un hombre» o «ser un tomboy».
El término del maorí neozelandés Whakawahine tiene un significado similar.
Según Alexeyeff, Akava'ine es una palabra del maorí de las Islas Cook para aquellas mujeres que tienen una opinión exagerada de sí mismas, llaman la atención de maneras que interrumpen al grupo, no toman en cuenta los consejos de los demás o actúan de forma egoísta.
Algunas veces, la palabra laelae se utiliza para criticar o ridiculizar un comportamiento femenino en un hombre, describiéndolo como afeminado u homosexual. Esta palabra es un término coloquial de las Islas Cook, similar al tahitiano raerae.
La palabra tutuva'ine (que significa «como mujer») se utiliza, aunque con menos frecuencia, para referirse a un cross dresser o una drag queen.
La homosexualidad masculina es ilegal en las Islas Cook, pero hay un movimiento transgénero en las islas del Pacífico que busca descriminalizar los derechos de la comunidad LGBT.

## Historia
Los habitantes de las islas del Pacífico tienen una larga historia de integración, posiciones de autoridad, respeto y aceptación a las personas de género disidente; sin embargo, esto empezó a cambiar luego de la llegada de misioneros ingleses en el siglo XIX.
Donald Marshall negó que hubiese homosexuales en Mangaia. Los hombres que Marshall observó «disfrutaban y sobresalían en el trabajo de las mujeres», eran frecuentemente «llamados a ayudar en la cocina, los banquetes, coser fundas de almohada, y recortar vestidos y patrones de vestidos».

## Cultura contemporánea
A finales de la década de 1990, el término laelae, un préstamo del tahitiano rae-rae, era el más utilizado para describir a las categorías «tradicionales» de personas transgénero e individuos gay; esto cambió a mediados de la década de 2000 debido a la connotación negativa que había empezado a tomar, por lo que las personas transgénero de las Islas Cook empezaron a utilizar la palabra akava'ine, un calco del samoano fa'afafine, para referirse a sí mismos. Al mismo tiempo, esto significó una reclamación local, pues antes de ello la palabra era utilizada despectivamente para referirse a las mujeres que «no conocen su lugar».
El uso de 'akava'ine para nombrar a una persona transgénero es relativamente nuevo. No existe evidencia de que haya sido un rol de género establecido en la sociedad maorí de las Islas Cook, pues su uso no se encuentra documentado en los diversos encuentros detallados en los escritos sobre el pueblo maorí durante la era precristiana hasta mediados del siglo XIX y principios del siglo XX. Por el contrario, las personas transgénero son mencionadas en los registros sobre Samoa (fa'afafine), Tahití y Hawái (māhū).
Algunos 'akava'ine participan en la confección de tivaevae, una actividad que tradicionalmente realizan las mujeres de la comunidad.
La Asociación Te Tiare fue incorporada formalmente a la Corte Superior de Rarotonga el 30 de noviembre de 2007; la organización fue creada con el fin de unificar a los 'akava'ine de las Islas Cook, fortalecerles y educarles con el fin de que puedan ayudarse a sí mismos. El 21 de junio de 2008 se oficializó una asociación entre la Asociación Te Tiare y la Fundación para el sida de las Islas del Pacífico.